# Ростычево
Ростычево (укр. Розтичеве) — село в Кетрисановской сельской общине Кропивницкого района Кировоградской области Украины.
До 2020 года входило в Бобринецкий район
Население по переписи 2001 года составляло 39 человек. Почтовый индекс — 27253. Телефонный код — 5257. Занимает площадь 0,442 км². Код КОАТУУ — 3520883603.